# Kétéjszakás kaland
A Kétéjszakás kaland (eredeti cím: Two Night Stand) 2014-ben bemutatott amerikai romantikus filmvígjáték, melyet Max Nichols rendezett és Mark Hammer írt. A főszerepben Miles Teller, Lio Tipton, Jessica Szohr, Leven Rambin és Kid Cudi látható.
A filmet az Amerikai Egyesült Államokban 2014. szeptember 26-án mutatták be, Magyarországon november 13-án szinkronizálva.
Egy hóvihar arra kényszerít két fiatalt, akik online kapcsolatot létesítettek, hogy akarva-akaratlanul meghosszabbítsák egyéjszakás kalandjukat, miközben a hóvihar végigjárja az éjszakát.

## Cselekmény
Megan munkanélküli és egyedülálló. Hamarosan felregisztrál egy társkereső weboldalra. A szobatársai, akik azt akarják, hogy mihamarabb elköltözzön, meghívják egy buliba. Miután a kidobó nem engedi be a klubba azzal az indokkal, hogy túl fiatalnak néz ki, és nincs nála a személyije, összefut a volt vőlegényével, Chrisszel, később pedig úgy dönt, hogy egyéjszakás kalandot tart egy Alec nevű fiúval, akit a weboldalon talált.
Másnap reggel nem túl szívélyesek egymással, de Megan nem tud elmenni a hóvihar miatt. Kénytelenek még több időt együtt tölteni, és végül elmondják egymásnak, hogy mit rontottak el az előző este, és meg vannak győződve arról, hogy soha többé nem fogják látni egymást, Megan viszont azt javasolja, hogy "próbálják meg újra". Újra szexelnek, sokkal jobb eredménnyel.
Ezután Megan felfedez egy női ruhákkal teli szekrényt, és képeket Alecről egy a lányról. Megtudja, hogy Alec barátnője, Daisy írt neki egy üzenetet, amelyben azt írta, hogy szakítani akar. Alec bosszúból szeretett volna valamit a lány orra alá dörgölni, amikor szakítanak, ezért csatlakozott a társkereső oldalhoz. Megan dühösen távozik.
Amikor Daisy visszatér, talál egy cetlit, amit Megan írt, és Alec-kel együtt kicserélik azokat, majd szakítanak. Egy szilveszteri bulin Megant letartóztatják, mert ugyanezt a cetlit találták Alec szomszédjának lakásában, ahová korábban betörtek. Alec virágokkal és lufikkal érkezik a börtönbe. Kifizeti az óvadékot, de Megan nem hajlandó találkozni vele, sőt még a fogdából sem hajlandó kimenni.
Később, amikor a szobatársai eljönnek kifizetni az óvadékot, Alec bocsánatot kér, mondván, hogy nem tudja a lány vezetéknevét, és hogy szerinte csak így láthatja újra. Azt mondja, hogy ez olyasmi lehet, amin évekkel később még nevetni fognak, de Megan még mindig dühös, amiért börtönben kellett töltenie az időt. Alkut köt vele, elkéri a számát, és megígéri, hogyha sikerül ismét megnevettetnie, felhívja. Közelebbről is megnézi az ajándékokat, amelyeket a férfi adott neki. Percekkel később nevetni kezd, amikor meglátja a lufin, hogy "Sajnálom, seggfej vagyok" felirat van rajta, és felhívja Alecet. A férfi a rendőrőrs előtt találkozik vele, és az út közepén megcsókolják egymást, amikor újra havazni kezd.

## Szereplők
| Szerep      | Színész           | Magyar hang     |
| ----------- | ----------------- | --------------- |
| Alec        | Miles Teller      | Baráth István   |
| Megan       | Lio Tipton        | Czető Zsanett   |
| Faiza       | Jessica Szohr     | Solecki Janka   |
| Cedric      | Kid Cudi          | Pál Tamás       |
| Daisy       | Leven Rambin      | Szabó Zselyke   |
| Rick Raines | Michael Showalter | N/A             |
| Chris       | Josh Salatin      | Nikas Dániel    |
| Becca       | Kellyn Lindsay    | N/A             |
| Ben         | Chris Conroy      | Pálmai Szabolcs |

## Gyártás
A cselekmény végül egy természeti katasztrófát tükrözött, amellyel a produkció szembesült, amikor eljött a forgatás ideje. "A forgatókönyv egy volt a százból, amikor azt gondoltam, hogy meg kell csinálnom ezt a filmet" - mondta Nichols, a legendás kliprendező, az Oscar-díjas rendező Mike Nichols és Annabel Davis-Goff írónő fia. "Már az előzményektől kezdve izgatott voltam. A karakterek okosak és viccesek, de a történet sokkal mélyebbre ás... Fiatalkori coming-of-age történetekre emlékeztetett." Nichols elolvasta a forgatókönyvet, amely 2011 decemberében jelent meg a Fekete listán, és felvetette a történetről alkotott elképzelését Beau Flynn, Ruben Fleischer és Adam Yoelin producereknek. "2012 májusában egy Willie Nelson-klipet forgattam Austinban (Texas), és felhívtak, hogy [benne vagyok-e a filmben]" - mondta Nichols. "Azonnal elkezdtük a szereplőválogatást a filmhez, és szerencsénk volt, hogy rengeteg tehetséges színész és színésznő érdeklődött, de volt valami Analeigh [Lio Tipton] Meganjában, ami felkeltette a figyelmemet.". Nichols szerint "lényeges" volt, hogy a karakterének "partnere", Alec megértse, hogy "még sosem találkozott olyan lánnyal, mint ő, és nem tudja elengedni". Miles Teller nem sokkal később csatlakozott a stábhoz Alec szerepében, a többi válogatás pedig nyár végén fejeződött be.

## Fogadtatás
A film vegyes kritikákat kapott a kritikusoktól. A Rotten Tomatoes-on a film 47 kritika alapján 38%-os minősítést kapott, 4,89/10-es átlagértékeléssel. A konszenzus szerint: "A Két éjszakás kaland bebizonyítja, hogy még egy jól összeillő főszereplőpár sem elég ahhoz, hogy egy romantikus komédiát az érdekes ötlettől a nézhető filmig eljuttasson." A Metacritic-en a film 17 kritika alapján 45 pontot kapott a 100-ból, ami "vegyes vagy átlagos értékelést" jelent.

## Fordítás
- Ez a szócikk részben vagy egészben  a   Two Night Stand című angol Wikipédia-szócikk fordításán alapul.  Az eredeti cikk szerkesztőit annak laptörténete sorolja fel. Ez a jelzés csupán a megfogalmazás eredetét és a szerzői jogokat jelzi, nem szolgál a cikkben szereplő információk forrásmegjelöléseként.